# Leonore Suhl
Leonore Suhl (* 4. Oktober 1922 in Elbing) ist eine deutsche Autorin.

## Leben
Leonore Suhl wurde in Ostpreußen geboren, studierte in Berlin und lebte nach dem Zweiten Weltkrieg einige Zeit in Nordafrika. 1952 übersiedelte sie in die Vereinigten Staaten. Später lebte sie in München und in Portugal. 1957 veröffentlichte sie ihren ersten Roman Eine Kette von Sicherheitsnadeln, der in der von der Akademie der Wissenschaften und der Literatur in Mainz betreuten Mainzer Reihe erschien. Einige Bücher veröffentlichte sie unter dem Pseudonym Leonore Troost-Falck.

## Veröffentlichungen (Auswahl)
- Eine Kette von Sicherheitsnadeln. die mainzer Reihe, Band 7, Hamburg 1957, Neuausgabe Darmstadt 1960.
- Ein Traum von Freiheit. Düsseldorf 1975, ISBN 978-3-547-78907-2.
- Frau Dahls Flucht ins Ungewisse. Düsseldorf 1996, ISBN 978-3-547-78908-9.
- Tango in Tripolis. München 1999, ISBN 978-3-546-00168-7.
- Charlottes Liebesdienst., Berlin 2005, ISBN 978-3-548-60499-2.